# Alternator (avto)
Alternator je električna naprava v vozilu, ki generira izmenični električni tok, ko motor obratuje. Skoraj vse naprave v avtomobilu potrebujejo enosmerni tok, npr. polnenje baterije in druge kopomentne, zato se uporabi usmernik, ki pretvarja izmenični tok v enosmernega.
Do 1960ih so bili generatorji v avtomobilih enosmerni dinami s komutatorji. S pojavom poceni usmernikov iz silicejvih diod so začeli uporabljati alternatorje. Drugi faktor je bila tudi večja poraba elektrike za močnejše luči, električne brisalce stekel, ogrevana zadnja okna, radio in druge naprave.
Alternatorji imajo več prednosti pred generatorji, ki proizvajajo enosmerni tok. So lažji, cenejši in bolj trdoživi. Imajo tudi daljšo življenjsko dobo.
Alternatorje večinoma poganja jermen, pri 2-3 kratni hitrosti pogonjske gred. Ker se hitrost vrtenja gredi spreminja, se tudi frekvenca generiranega izmeničnega toka spreminja, vendar to ni problem, ker se uporablja usmernik, ki pretvori tok v enosmernega.

## Delovanje
Generatorji na direktni tok - dinami sprva proizvajajo izmenični tok, ki se potem prevede v enosmernega s komutatorjem in krtačkami. Pri alternatorju se prevede v enosmernega s pomočjo usmernika (ang. rectifier).
Izkoristki alternatorjev so okrog 50-62%, odvisno od velikosti alternatorja in obratov motorja. To je precej manj kot električni generatorji v elektrarnah, ki imajo izkoristek tudi do 98 %.
Prve alternatorje je razvilo ameriško podjetje Chrysler leta 1960, precej prej kot Ford in GM.
Prvi avto na katerega so namestili alternator je bil Fordov model Model T. Uporabljal se je samo kot vžigalni magnet, ko je motor deloval. Baterija se je uporabila za vžig svečk pri zagonu, zaganjanje motorja je bilo sicer še vedno ročno. Ker je sistem deloval na izmenični tok in ni bilo usmernika, ni bilo mogoče polnjenje baterije, zato so jo vzeli iz avta in napolnili drugje. Ta sistem so kdaj opisali kot magneto, čeprav ni bil vžigalni magnet. Pozneje je bilo mogoče polnjenje baterije na Modelu T z dinamom.